# 15516 Langleben
15516 Langleben eller 1999 VN86 är en asteroid i huvudbältet som upptäcktes den 5 november 1999 av LINEAR i Socorro County, New Mexico. Den är uppkallad efter Ian Langleben.
Asteroiden har en diameter på ungefär 5 kilometer och den tillhör asteroidgruppen Eunomia.